# Getijdenboek van Maria van Bourgondië en Maximiliaan
Het Getijdenboek van Maria van Bourgondië en Maximiliaan ook het Münchens getijdenboek Maria van Bourgondië genoemd is een Latijns getijdenboek dat tussen 1470 en 1482 in Vlaanderen gemaakt werd  voor Maria van Bourgondië en Maximiliaan van Oostenrijk. Hun wapens zijn afgebeeld op ff. 340v en 341r.
Het handschrift wordt bewaard in Kupferstichkabinet van de Staatliche Museen in Berlijn als 78 b 12.

## Codicologische beschrijving
Het handschrift is geschreven op perkament. Het bevat 362 folia van 105 x 73 mm. De tekst geschreven in het Latijn in een gotische bastarda is conform aan het gebruik van Rome. Hij is geschreven in een kolom van 16 lijnen. Het tekstblok meet 64 x 42 mm. Het handschrift bevat 27 volbladminiaturen, 11 miniaturen die drie kwart pagina groot zijn en 36 kleine miniaturen. Er zijn 91 folia met versierde marges.

## Geschiedenis
Alle verwijzingen naar Maria van Bourgondië en Maximiliaan bevinden zich in de tweede helft van het handschrift. Hun wapens op ff. 340v en 341r, het motto van Maximiliaan op f327v en de vanaf f158r regelmatig voorkomende initialen “MM” in de marge wijzen erop dat het handschrift waarschijnlijk zonder formele opdrachtgever of bestelling werd begonnen en dat het pas bij het huwelijk van Maria en Maximiliaan in 1477 besteld werd door of voor het hertogelijk koppel. Het was waarschijnlijk afgewerkt voor het dodelijke ongeval van Maria van Bourgondië in 1482. Hoewel het getijdenboek in twee fases ontstond, was het werk van de hand van slechts één verluchter en één scribent.
Na de dood van Maria werd het getijdenboek door Maximiliaan geschonken aan Margaretha van Oostenrijk, misschien in 1483, toen ze naar aanleiding van haar verloving met de toen dertienjarige Karel VIII, de Franse dauphin. In de teruggevonden inventarissen van Margaretha werd het handschrift evenwel nergens vernoemd.
In het midden van de 16e eeuw (1550-1560) was het handschrift in het bezit van de familie Schwarzenberg. Daarna is het terug te vinden in de verzameling van William Beckford van Fonthill Abbey die het aan zijn schoonzoon Alexander, de 10e hertog van Hamilton nalaat. Diens familie verkocht het in 1882 aan het Koninkrijk Pruisen.

## Verluchting
In de Mariagetijden wordt een dubbele beeldencyclus gebruikt op de gebedsstonden aan te kondigen, de passiecyclus en de gebruikelijke cyclus met afbeeldingen uit het leven van Maria. De afbeeldingen van de passiecyclus zijn volbladminiaturen geschilderd op de versozijde en op de tegenoverliggende rectozijde komt een grote miniatuur met een afbeelding uit het leven van Maria. De miniaturen zijn gekaderd in een marge versierd in Gent-Brugse stijl. De boord is eerst diep ingekleurd meestal in het goudgeel, maar soms in het rood of het blauw. Op die gekleurde rand werden zeer gedetailleerd realistische bloemen, insecten, vogels, slakken, juwelen, parels, schelpen, vazen en dergelijke meer afgebeeld. De schaduw van de objecten werd ook geschilderd om de illusie van reliëf te creëren.
De miniaturen waren grotendeels geïnspireerd op modellen van de Weense meester van Maria van Bourgondië en Hugo van der Goes. Ook werken van Simon Marmion, Dieric Bouts en de Meester van de Hougthon-miniaturen dienden als voorbeeld. Bodo Brinkman schrijft de verluchting toe aan een anonieme meester die deel uitmaakte van de Ghent Associates en die hij de Berlijnse meester van Maria van Bourgondië noemt.

## De drie levenden en de drie doden
Op f220v vinden we een miniatuur van een bekend thema: de drie levenden en de drie doden. Een van de drie aristocratische ruiters die drie lijken ontmoeten, is een vrouw die werd geassocieerd met Maria van Bourgondië. Het was zeer ongebruikelijk om een vrouw te incorporeren in dit thema en dit zou een van de weinige afbeeldingen van het onderwerp zijn waarin dit wel gebeurde. De kunsthistorici zijn het er niet over eens of deze afbeelding toegevoegd werd voor of na het overlijden van Maria.

## Trivia
Rond de jaarwende van 1991-1992 werd, zoals later zou blijken, het handschrift gestolen uit het museum in Berlijn. Bei een razzia in Amsterdam in 1995 werd het ontdekt. Toen men aan de bibliotheek vroeg of het om hun getijdenboek kon gaan merkte men daar pas op dat het handschrift effectief gestolen was. De dieven hadden het boek uit zijn foedraal gehaald en dat terug mooi op zijn plaats gezet, niemand had wat gemerkt.

## Web links
- Online facsimile, met korte beschrijving van de miniaturen. Berlin, Freie Universität.